# Miota acuminata
Miota acuminata är en stekelart som beskrevs av Zetterstedt 1840. Miota acuminata ingår i släktet Miota, och familjen hyllhornsteklar. Arten är reproducerande i Sverige.